# Festivalul de Film de la Telluride
Festivalul de Film de la Telluride (Telluride Film Festival) este un festival de film care are loc anual de Ziua Muncii  la Telluride, Colorado, SUA. Ziua Muncii în SUA are loc în prima zi de luni a lunii septembrie.

## Legături externe
- Site web oficial
- Telluride Film Festival records, Margaret Herrick Library, Academy of Motion Picture Arts and Sciences